# Giacomo Grosso
Giacomo Grosso, född 1860, död 1938, var en italiensk konstnär.
Grosso var verksam i Turin, där han utbildats vid akademin. Han började med historiemålningar men övergick till realistiska ämnen och porträtt. Grosso var en produktiv konstnär, särskilt märks hans genrebilder och folklivsskildringar, men han framträdde även som monumentalmålare.

## Bildgalleri

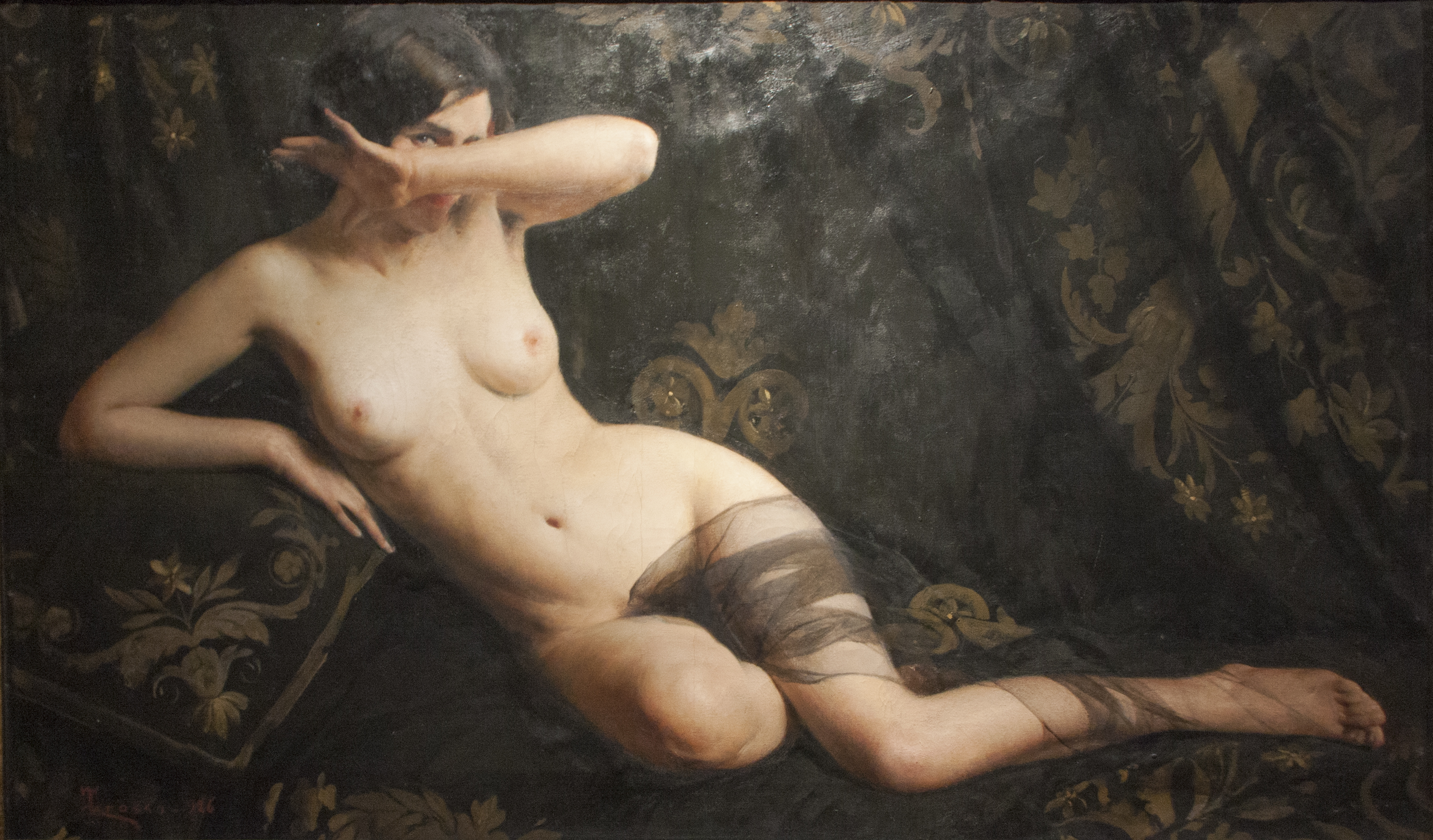
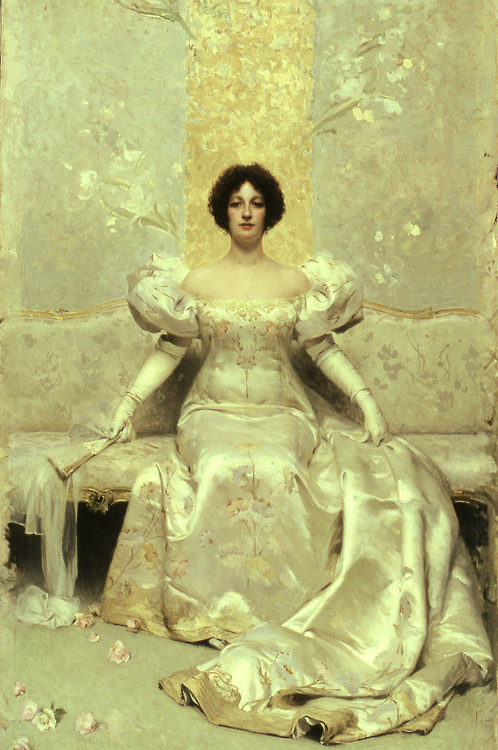
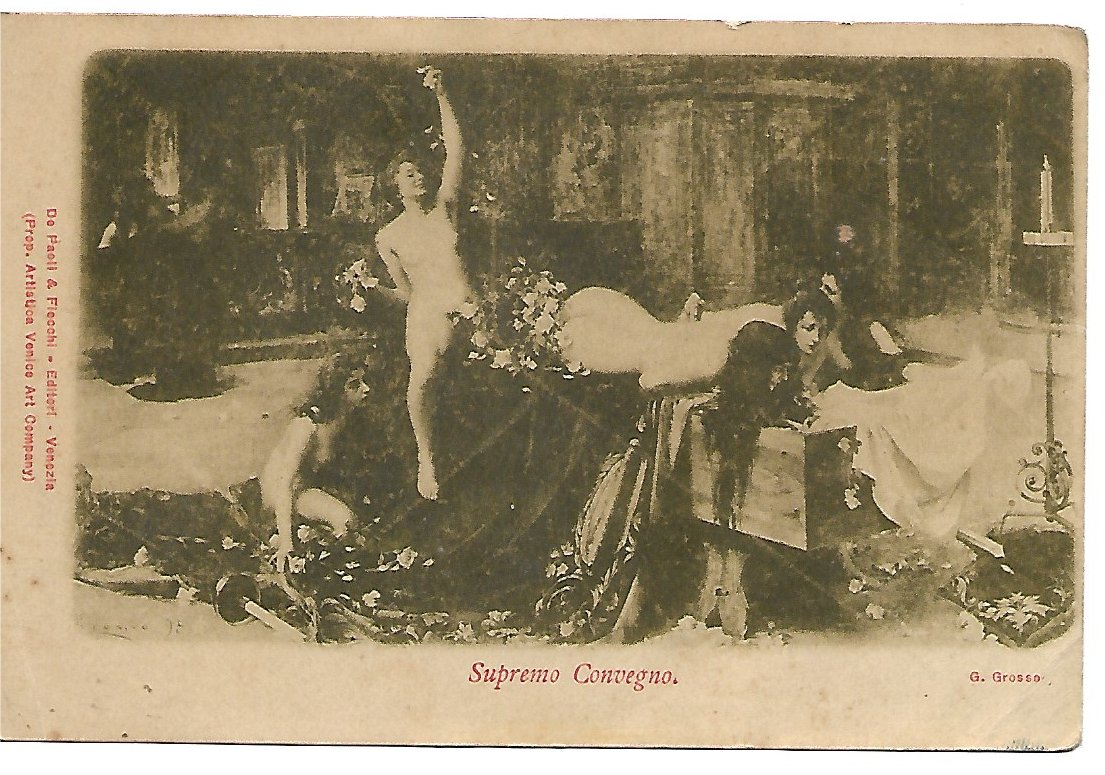
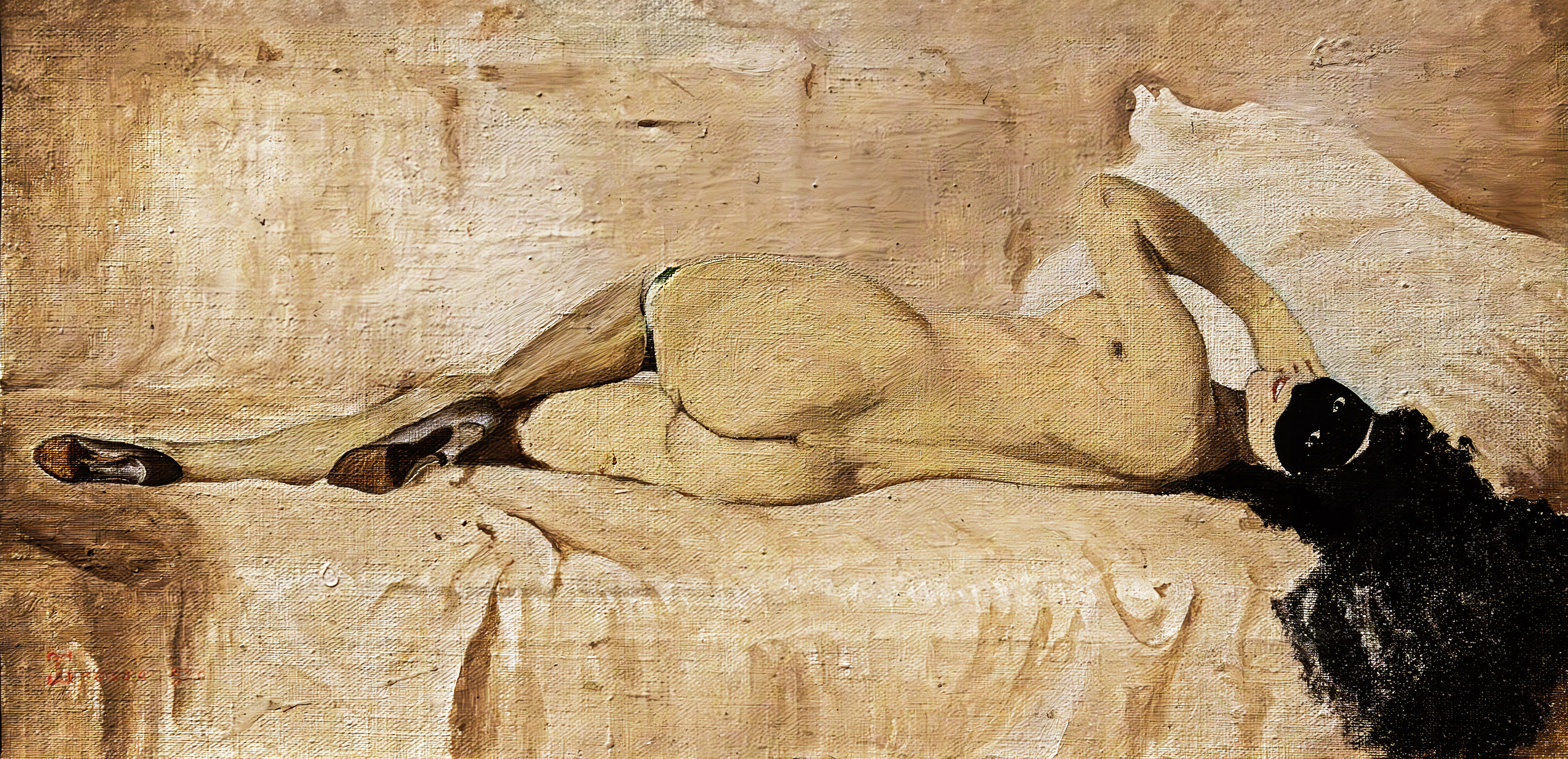
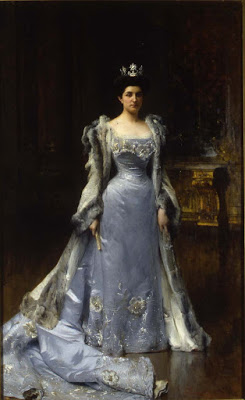
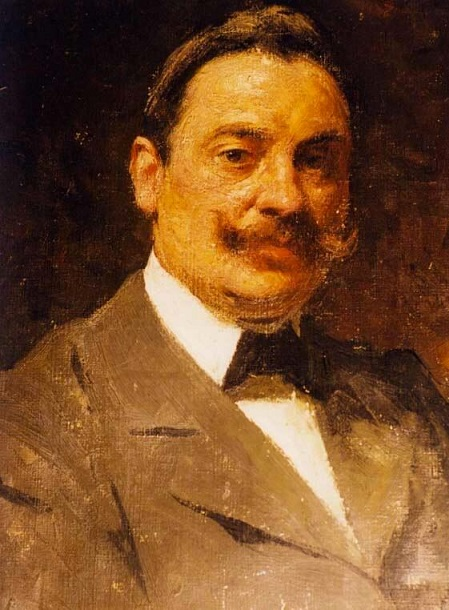
Porträtt av hans vän Cesare Saccaggi från Tortona.